# 福岡市立老司中学校
福岡市立老司中学校（ふくおかしりつ ろうじちゅうがっこう）は、福岡県福岡市南区老司三丁目にある市立中学校。

## 歴史
- 昭和55年10月18日　新設中学校開設準備委員会結成会三宅・花畑地区新設中学校開設準備委員会結成、校名を福岡市立老司中学校に、4月開校、9月新校舎へ移転を決定
- 昭和56年2月4日	市議会で正式決定、校章選定委員会、校章決定
- 昭和56年4月1日	福岡市立老司中学校発足
- 平成28年8月10日	中総体剣道部男子団体九州大会準優勝
- 平成28年8月10日	中総体剣道男子個人九州大会第3位・全国大会出場
- 平成28年12月10日　福岡県新人大会剣道部男子団体優勝

## 交通
最寄のバス停留所は西鉄バス『老司団地』。

## 校歌
- 作詞：橋本友美
- 作曲：八尋静夫

## 主な出身者
- 笠原寛貴（サッカー審判員）
- 五郎丸歩（ラグビー選手）
- 若松晃（ショッピングキャスター）
- 千代反田充（元サッカー選手）
- 米倉英信（体操選手）